# Simon Barer
Simon Barer (in russo Симон Барер?; Odessa, 1º settembre 1896 – New York, 2 aprile 1951) è stato un pianista ucraino naturalizzato statunitense di religione ebraica. Nato e vissuto nell'Impero russo e poi nell'Unione Sovietica, è considerato come ucraino o russo. Da statunitense cambiò il proprio cognome in Barere per evitare errori nella pronuncia..

## Biografia
Nacque nel ghetto di Odessa da una famiglia ebrea, undicesimo di tredici figli. Perse il padre a otto anni e dovette provvedere alla famiglia suonando il pianoforte nei cinema, sale da ballo, caffè. Nel 1911 entrò nel conservatorio di San Pietroburgo, nel quale ebbe due insegnanti di rilievo: Anna Essipova e, alla morte di questa (1914), Felix Blumenfeld (successivamente maestro di Horowitz). Si diplomò nel 1919 e fu nominato professore al conservatorio di Kiev (ove si era trasferito l'anno prima il suo maestro Blumenfeld). Contrariamente ad altri suoi colleghi, non riuscì ad espatriare subito, passo necessario per costruire una carriera di rilievo, visto che la rivoluzione russa aveva chiuso le frontiere del paese.
Riuscì ad uscire dall'Unione Sovietica solo nel 1929, trasferendosi a Berlino; debuttò a Londra nel 1934 con il concerto n.1 di Čajkovskij diretto da Sir Thomas Beecham, quasi seguendo - in ritardo - la carriera del ben più giovane Horowitz, che l'anno prima aveva debuttato a New York col medesimo pezzo e direttore. L'ascesa del nazismo lo costrinse ad espatriare: si trasferì a Stoccolma e nel 1939 a New York, dove aveva già debuttato come concertista tre anni prima. Negli Stati Uniti, divenuto cittadino americano, riuscì lentamente a ritagliarsi una carriera di ottimo livello, con concorrenti del calibro delle star Vladimir Horowitz e Artur Rubinstein e di astri nascenti come Kapell, Arrau, Serkin. Cambiò spesso il suo nome in Barere per facilitarne la pronuncia nella lingua inglese. Sua moglie Hélène fu tra gli insegnanti del pianista Earl Wild.
Morì all'apice di una carriera faticosamente conquistata, a 54 anni, il 2 aprile 1951 durante un concerto alla Carnegie Hall di New York. Suonava il primo movimento del concerto di Grieg con l'orchestra filarmonica di Filadelfia diretta da Eugene Ormandy quando si accasciò sul pianoforte, stroncato da un'emorragia cerebrale.
Fu un pianista di straordinarie risorse virtuosistiche, uno dei pochi capaci di competere, come agilità e potenza nella velocità, con l'allora imperante Horowitz. La sua tecnica della mano sinistra gli consentì di rimanere insuperato interprete dello studio per mano sinistra del suo maestro Blumenfeld, brano che lo stesso Horowitz (pur anch'egli allievo di Blumenfeld) evitò sempre. Barer ebbe in repertorio molte opere di Chopin, di Liszt, di Scriabin, di Balakirev, di Rachmaninov e di molti autori russi (tra cui spicca l'assenza di Mussorgskij).

Secondo il prof. Piero Rattalino
«i due poli dell'interpretazione di Barer sono un virtuosismo spinto ai limiti delle possibilità umane e una nostalgia, un tedium vitae slavo che più slavo non potrebbe essere. Attraverso le miriadi di note dello Studio di Blumenfeld si distinguono mortiferi canti di sirene. Nelle infernali note doppie della prima parte e nelle tracce sonore lampeggianti dell'ultima parte dello studio op. 31 n. 1 di Glazunov non c'è la gioiosità del fuoco d'artificio ma il terrore del razzo che illumina le trincee. E l'angoscia domina l'inizio dello scherzo op. 39 di Chopin, un inizio in cui tempo e ritmo e disegno sono sostituiti da ombre e colori di notte attraversati da lampi. E un desiderio d'annientamento si sprigiona da una fantasia sul Don Giovanni di Liszt che è la perfetta antitesi di quella, lucida e fredda e luciferina, di Grigory Ginsburg».